# Mesochorus infacetus
Mesochorus infacetus är en stekelart som beskrevs av Dasch 1974. Mesochorus infacetus ingår i släktet Mesochorus och familjen brokparasitsteklar. Inga underarter finns listade i Catalogue of Life.